# Šelovec
Šelovec es una localidad de Croacia en el municipio de Preseka, condado de Zagreb.

## Geografía
Se encuentra a una altitud de 175 m s. n. m. a 43,5 km de la capital nacional, Zagreb.

## Demografía
En el censo 2011, el total de población de la localidad fue de 152 habitantes.